# Tithorea
Tithorea (Grieks: Τιθορέα) is sinds 2011 een van de drie deelgemeenten (dimotiki enotita) van Amfikleia-Elateia.

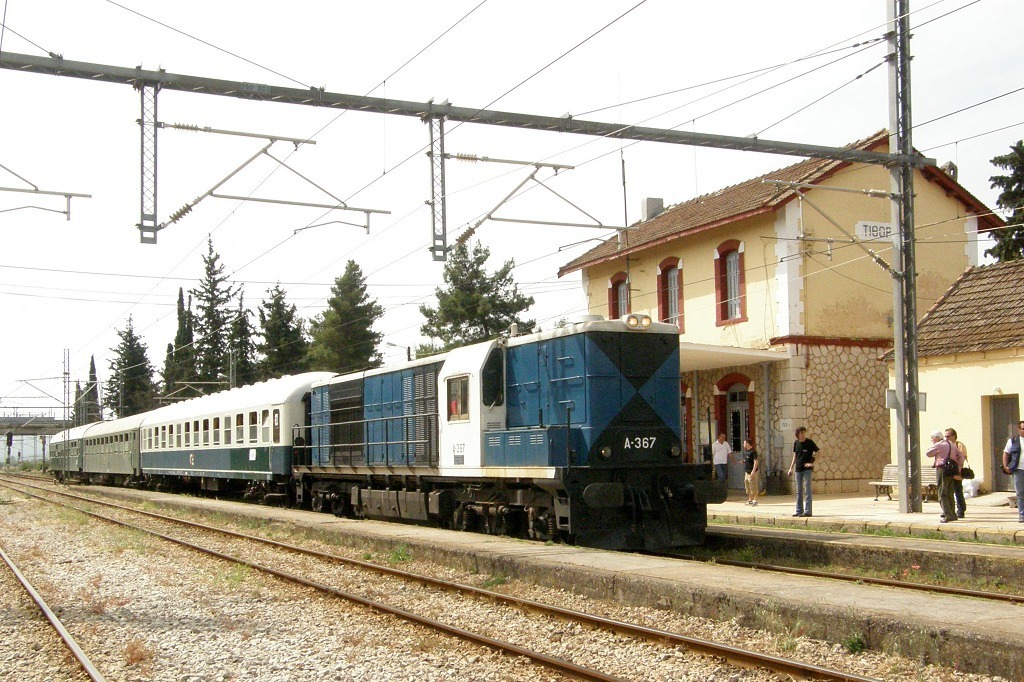
Treinstation van Tithorea.

## Geboren in Tithorea
- Ioannis Grivas (1923), premier van Griekenland